# Klementina Kalašová
Klementina Kalašová (9. září 1850 Horní Beřkovice – 13. června 1889 Bahia, dnes Salvador, Brazílie) byla česká operní pěvkyně, mezzosopranistka. Největší popularitu získala v Brazílii, kde vystupovala pod jménem Clémence Kalas.

## Život

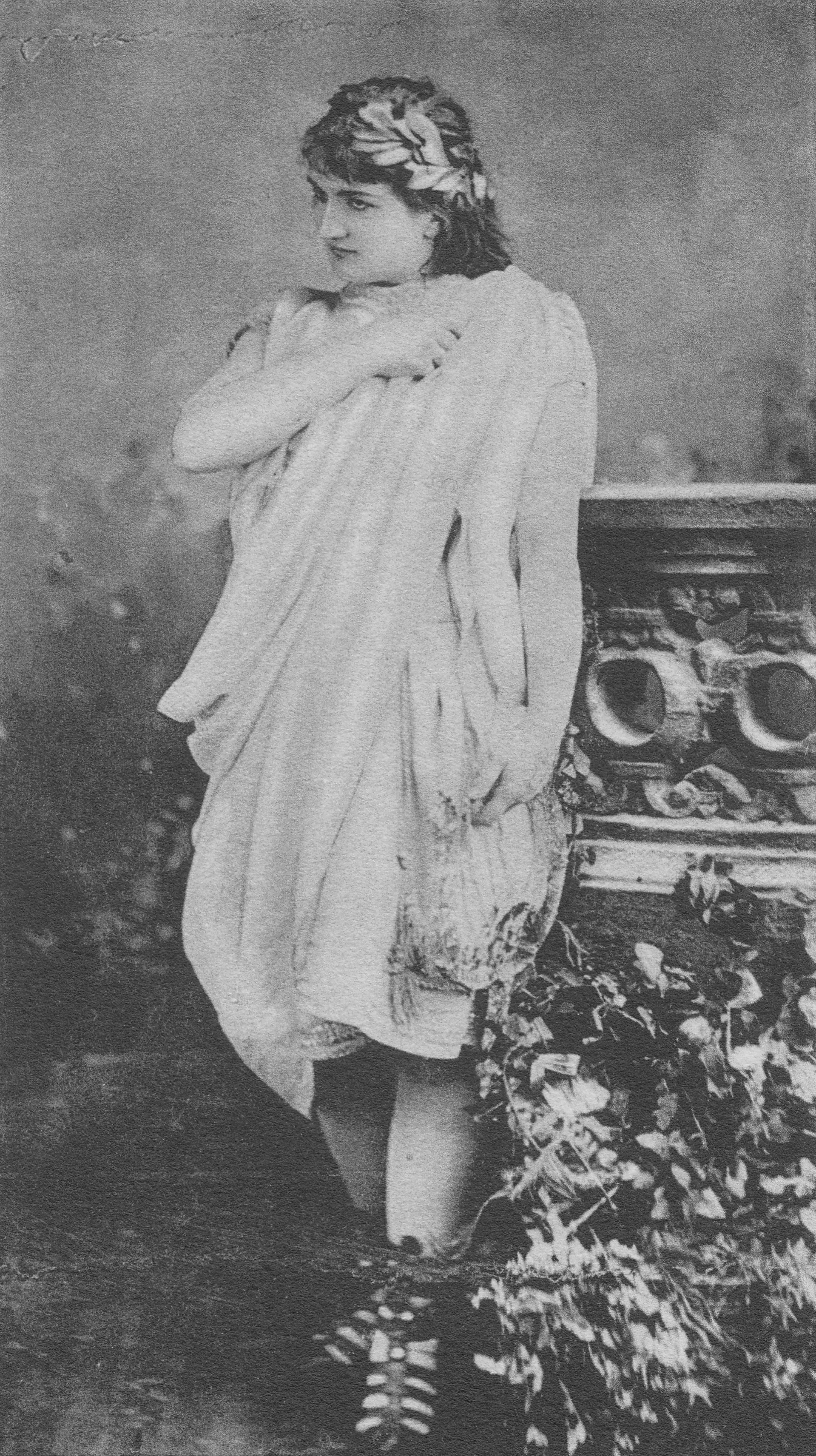
Klementina Kalašová v úloze Orfea z opery Gluckovy. New York, 1882

### Rodina
Narodila se v rodině MUDr. Martina Kalaše a jeho ženy Marie Amálie, rozené Bernardové, v domě čp. 22 v Horních Beřkovicích. Dr. Kalaš byl osobním lékařem hrabat Desfours-Walderode na tomto panství. Klementina měla čtyři sestry a bratra, který zemřel v dětském věku. Z jejích sester jsou známé spisovatelka Marie Kalašová (1854–1937) a malířka Zdeňka Kalašová (1857–1924). Rodina se přestěhovala do Roudnice nad Labem, kde Klementina navštěvovala školu. Spolu se sestrami se věnovala hudbě, kreslení a poesii.

### Vzdělání
Odešla do Prahy studovat hru na klavír u Bedřicha Smetany. Ten rozpoznal její talent a záhy jí doporučil studium zpěvu. Studovala u Františka Pivody v jeho pěvecké škole v letech 1866–1868. Pivoda ji pak doporučil slavnému učiteli zpěvu Francescu Lampertimu v Miláně, u kterého studovala v letech 1868–1870. Po návratu do Prahy se ucházela o angažmá v souboru Prozatímního divadla, ale nebyla přijata. V Praze tou dobou pobýval kníže Golicyn, zástupce carských divadel, a ten ji pozval do Petrohradu. Zde studovala na konzervatoři u švédské zpěvačky Henrietty Nissen−Salomon.
Při návštěvě Prahy v roce 1871 vystoupila na koncertu v Prozatímním divadle ve prospěch Ženského výrobního spolku dne 22. listopadu 1871 (Záměr umělkyně vystoupit ve prospěch spolku byl oznámen na valné hromadě dne 18. října a noviny o něm informovaly 22. října. V některých publikacích (například Ladislav Novák: Stará garda Národního divadla) je datum 22. října uváděno jako datum koncertu, tato informace ale není pravdivá. Program koncertu byl oznámen např. v Národních listech dne 21. listopadu 1871. Orchestr Prozatímního divadla řídil Bedřich Smetana. Recenze koncertu byla otištěna v Národních listech o týden později.)
Další koncert, na kterém vystoupila s písní Leonarda Lea a s árií z Händelovy opery Rinaldo se odehrál 6. ledna 1872 na Žofíně.

## Kariéra

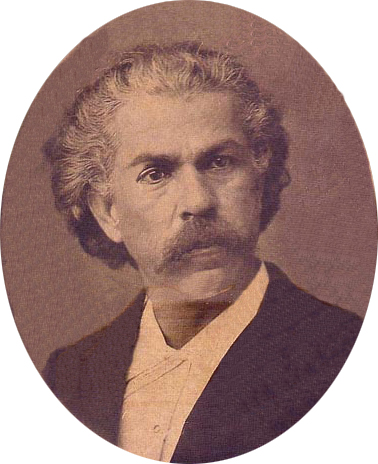
Carlos Gomes

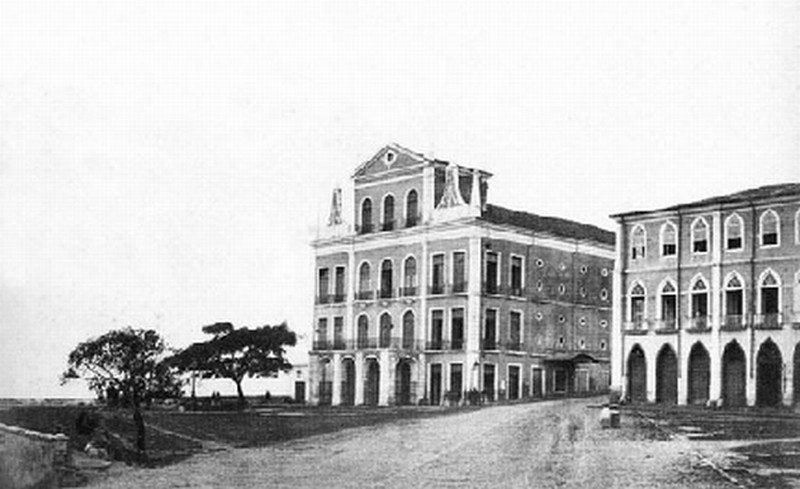
Divadlo São João Salvador Bahia, kde Klementina Kalašová slavila jeden ze svých mnoha brazilských triumfů

Prvním úspěchem bylo koncertní vystoupení s Antonem Rubinsteinem v Moskvě. Jejím operním debutem byla v roce 1874 na popud Eduarda Nápravníka role Ratmíra v opeře Ruslan a Ludmila Michaila Ivanoviče Glinky. Dále zpívala roli Váni v opeře Život za cara . Sklidila u publika veliký úspěch a měla přislíbenu smlouvu na tři roky. Kvůli divadelním intrikám se ale podpis smlouvy oddaloval a Klementina raději odjela do Londýna, kde získala angažmá u italské opery v Covent Garden (1874–1877). Zde se prosadila do hlavních rolí (například v  rolích Carmen – Carmen, Ortrud - Lohengrin, Azucena - Trubadúr, Orfeus - Orfeus a Eurydika). V roce 1877 dostala nabídku k vystupování v milánské La Scale. Zde se setkala s Terezou Stolzovou, která ji představila Giuseppe Verdimu (přidělil jí altový part ve svém Requiem). Společně se Stolzovou ale nikdy na jevišti nevystoupila. Pohostinně vystoupila také v Benátkách, v Parmě, ve Florencii, v Bologni, v Padově, v Římě, v Neapoli, v Egyptě (Alexandrie) a podnikla evropské turné. V Praze vystoupila v září a říjnu 1879 v  Prozatímním divadle v rolích: 25. září 1879 Azucena (Verdi: Trubadúr), Orfeus (Gluck: Orfeus a Euridika) a Ratmír (Glinka: Ruslan a Ludmila).
Koncem roku 1880 odcestovala na několikaměsíční turné nejprve do Jižní Ameriky a později do Spojených států amerických. Zde vystupovala s italskou operní společností, kde zpívala i jedna z nejpřednějších italských sopranistek té doby Adelina Patti. Navštívila mimo jiné města Filadelfia, Chicago, Saint Louis, Cincinnati, Detroit, Buffalo, Rochester, Washington, Baltimore.
V Chicagu mimo jiné zpívala pro krajanské publikum na Sokolském plesu. Přednesla píseň Kde domov můj a několik dalších písní.
Na jaře 1882 se vracela do Evropy. Během cesty obdržela nabídku od hudebního skladatele a divadelního ředitele Carlose Gomese na turné po Brazílii. Téhož roku tam odplula a její vystupování bylo přijato brazilským publikem s nadšením.
Na počátku roku 1883 vystupovala v Berlíně a pak se přes Prahu vrátila do Milána. Zde jí ředitel Národního divadla F. A. Šubert nabídl dvouletou smlouvu na vystupování v Národním divadle v Praze. Členkou souboru ND byla od 15. srpna 1883 do 30. září 1884. Od smlouvy sama ustoupila, protože se cítila málo obsazována a nedostala slíbené role v operách Carmen, Dimitrij či Norma. V Praze získala řadu přátel, mezi které patřili Vojta Náprstek s manželkou Josefou, Jaroslav Vrchlický, Josef Václav Sládek, Julius Zeyer či Josef Lev. Ani jejich vliv nedokázal intriky v Národním divadle změnit.
Následovalo její celoevropské turné, kdy vystupovala v Itálii (Neapol, Parma, Milán), ve Španělsku, v Anglii, v Německu a ve Francii. V druhé polovině roku 1888 dostala od Carlose Gomese nabídku na druhé turné po Brazílii, kterou přijala a odcestovala s Gomesovou operní společností opět do Jižní Ameriky. Během turné navštívila státy Pará, Manaus, Maranhão, Pernambuco a Bahia. Ve městě Bahia se nakazila žlutou zimnicí a podlehla jí 13. června 1889. Byla pohřbena na hřbitově Cemitério Quinta dos Lázaros, v části Monte Pio dos Artistas. Její hrob objevil během své první cesty do Jižní Ameriky v letech 1901-1902 Alberto Vojtěch Frič, a to patrně na žádost Josefy Náprstkové. Té pak o tom podává podrobnou zprávu v dopisu ze dne 31. července 1902. Tento dopis vyvrací legendu, že náhrobek nalezl náhodou, když zkoumal květenu na místním hřbitově. K dalšímu znovunalezení hrobu došlo v padesátých letech 20. století, kdy jej nalezl Walter Alburquerque Mello (*1928, zakladatel Archivo Publico v hl. městě Brasília).

## Památka Klementiny Kalašové

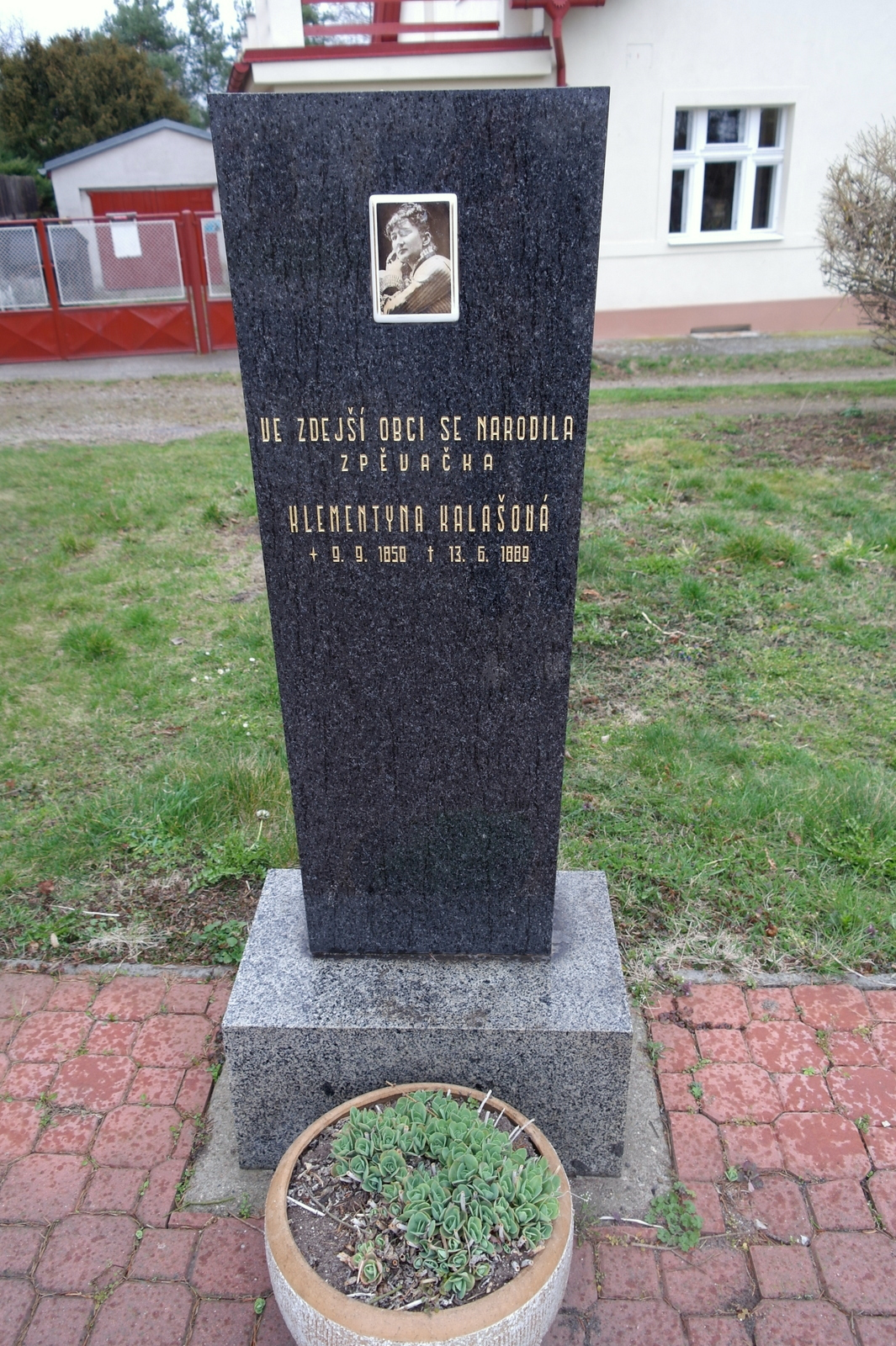
Pomník zpěvačky Klementiny Kalašové v Horních Beřkovicích

- 1889 Jaroslav Vrchlický napsal na její památku knihu básní È morta[16][p 5].
- 1890 Při České akademii věd a umění byla zřízena nadace k uctění památky Klementiny Kalašové. O její založení se zasloužila její matka.
- 2015
  - 11. června 2015 proběhl v Salvadoru koncert k připomenutí památky Klementiny Kalašové, na kterém vystoupila česká zpěvačka Edita Randová. Orquestra Sinfônica da Bahia dirigoval Helder Trefzger.[17] Současně zde byla odhalena pamětní deska od Davida Vávry.[15][18]
  - 6. září 2015 přednesla prof. Bohumila Araújo z Universidade Federal da Bahia přednášku o Klementině Kalašové na semináři k dějinám divadla São João da Bahia, Teatro Castro Alves, Salvador[19]

## Beletristické zpracování jejího života
- BÍLÝ, Jiří. Klementýnka : román života velké české umělkyně. Ostrava: Key Publishing, 2011. 380 s. ISBN 978-80-7418-101-6.
- MAREŠ, Vladislav. Amor a slavíci. Praha: Dar Ibn Rushd, 1994. ISBN 80-900767-8-5.
- LEV, Vojtěch. Je mrtva? : Román o životě čes. umělkyně Klementýny Kalašové. Ústí nad Labem: Krajské nakladatelství, 1959. 188 s. Tato kniha obsahuje řadu věcných chyb (rok a délka pobytů Klementiny Kalašové v jednotlivých působištích, Kalašová a Stolzová se znaly a setkaly, ale nikdy společně nevystupovaly apod.). Tyto mýty jsou přebírány později do dalších prací o Kalašové[20].
- KOŽÍK, František. Na křídle větrného mlýna. Praha: Československý spisovatel, 1989. 536 s. Kapitola "Zdenka nelže!", s. 90–91. V dokumentačně podloženém románu vypráví Julius Zeyer Zdence Braunerové o své korespondenci s Kalašovou a o jejích úspěších v Brazílii.